# الانتخابات الرئاسية التشيكية 2013
الانتخابات الرئاسية التشيكية هي الانتخابات الرئاسية الخامسة للجمهورية التشيكية والأولى بالاقتراع العام المباشر وهو التصويت لانتخاب الرئيس الثالث للجمهورية التشيكية لمدة 5 سنوات.9 مرشحين تقدموا للانتخابات التشيكية التي عقدت الجولة الأولى منها في 11 و12 يناير 2013 اما الثانية ففي 25 و26 يناير 2013. وفقا للدستور، الرئيس المنتهية ولايته للجمهورية، فاتسلاف كلاوس، لا يمكنه التنافس في هذه الانتخابات بعد أن قضى ولايتين متتاليتين.

## النتائج
| المرشح                     | الحزب                             | الجولة الأولى | الجولة الأولى | الجولة الثانية | الجولة الثانية |
| المرشح                     | الحزب                             | الأصوات       | %             | الأصوات        | %              |
| -------------------------- | --------------------------------- | ------------- | ------------- | -------------- | -------------- |
| ميلوش زيمان                | حزب الحقوق المدنية                | 1,245,848     | 24.21         | 2,717,405      | 54.80          |
| كارال شوازنبارج            | الأعلى 09                         | 1,204,195     | 23.40         | 2,241,171      | 45.20          |
| يان فيشر                   | مستقل                             | 841,437       | 16.35         |                |                |
| جيري دينستباير جونيور      | حزب الاجتماعي الديمقراطي التشيكي  | 829,297       | 16.12         |                |                |
| فلاديمير فرانز             | مستقل                             | 351,916       | 6.84          |                |                |
| زوزانا روتهوفا             | الحزب المسيحي والاتحاد الديمقراطي | 255,045       | 4.95          |                |                |
| تانا فيشيروفا              | حركة المفتاح                      | 166,211       | 3.23          |                |                |
| بريميسول سوبوتكا           | حزب الديمقراطية المدنية           | 126,846       | 2.46          |                |                |
| جانا بوبوسيكوفا            | حزب السيادة التشيكية              | 123,171       | 2.39          |                |                |
| إجمالي الأصوات الصحيحة     | إجمالي الأصوات الصحيحة            | 5,143,966     | 99.53         | 4,958,576      | 99.5           |
| أصوات باطلة                | أصوات باطلة                       | 24,195        | 0.47          | 24,905         | 0.5            |
| الإجمالي                   | الإجمالي                          | 5,168,161     | 100           | 4,983,481      | 100            |
| ناخبون مقيدون/نسبة التصويت | ناخبون مقيدون/نسبة التصويت        | 8,435,522     | 61.31         | 8,434,648      | 59.11          |
| المصدر: Volby.cz           |                                   |               |               |                |                |